# Напад на Мостаганем (1558)
Напад на Мостаганем — військовий конфлікт, який стався в серпні 1558 року, в ході якого війська Іспанської імперії намагалися захопити місто Мостаганем на території сучасного Алжиру, що на той час контролювалося Османською імперією. Експедиція мала стати вирішальним кроком у підкоренні османського Алжиру, але закінчилася невдачею і отримала назву «Мостаганемська катастрофа». Іспанська армія під командуванням губернатора Орана, графа Мартіна Алонсо Фернандеса де Кордова зазнала відчутної поразки, під час якої сам граф і половина іспанського корпусу загинула, а його син та біля 6 тисяч іспанських солдатів потрапили в полон. Невдача Мостаганемської експедиції поставила крапку в спробах створити союз між Іспанією та Марокко для боротьби проти їх спільного ворога — Османської імперії.

## Передумови
Гавань Мостаганема була захоплена іспанцями у мусульман у 1506 році. Гавань стала одним з численних іспанських володінь на узбережжі Магрибу, які були захоплені з 1497 року: Мелілья (1497), Мерс-ель-Кебір (1505), Оран (1509), Алжир (1510), Беджая (1510), Триполі (1510), Шершель, Делліс, Тенес. 1512 року іспанська корона надала права на сеньйорію Мостаганем і Мазагран в Алжирі губернатору Лос-Донселеса Дієго Фернандесу де Кордова, який втім не зміг заволодіти цими містами
У 1516 році Мостаганем був захоплений османським корсаром Хайр ал-Діном Барбароссою з його бази в Алжирі. Барбаросса зміцнив оборону міста і перетворив його на суперника іспанської бази в Орані. З 1519 року Барбаросса передав усі контрольовані ним в Алжирі території під захист османів, тим самим перетворивши Мостаганем на османський домініон.
В 1543 і 1547 роках іспанці зробили дві спроби захопити Мостаганем, але обидві експедиції. направлені з Орана зазнали невдачі, напади іспанських військ були відбиті, після чого османські та берберські загони атакували іспанців при відступі.

### Іспанські експедиції 1543 і 1547 років
У 1534 році граф Алькаудете очолив керівництво фортецю Оран, звідки почав здійснювати послідовні спроби захопити контроль над сусіднім Мостаганемом.
Перша експедиція була здійснена в 1543 році, під час якої граф Алькаудете і його син Альфонсо де Кордова зібрали армію чисельністю від 5 000 до 7 000 чоловік. Вони вирушили 21 березня, спочатку напавши на Мазагран, а потім взявши в облогу Мостаганем. Османи надіслали для оборони міста з Алжиру шість кораблів, на яких було близько 1 500 війська. Відсутність артилерії не дозволила іспанцям прорвати міські стіни і їм довелося зняти облогу та відступити вночі. Османи змогли завдати значних втрат іспанським військам під час повернення в Оран.
У 1547 році граф Алькаудете здійснив другу експедицію, прибувши спочатку в Мазагран 21 серпня, а потім підійшов до Мостаганема. В цей раз місто захищали лише сорок османів, хоча пізніше вони також отримали підкріплення з Алжиру. Попри наполегливий артилерійський обстріл іспанців, османський опір змусив війська графа поспішно відступити до Орана, знову зазнавши великих втрат.
Обидві поразки були спричинені поганим плануванням кампанії, нестачею боєприпасів, а також відсутністю досвіду та дисципліни серед іспанських військ.

### Конфлікт між Марокко та Османською імперією
Між 1556 і 1557 роками султан Марокко Мухаммед аш-Шейх планував укласти союз з Іспанією, щоб вигнати османів з королівства Тлемсен і Алжиру. Однак у 1557 році султан був убитий османськими найманцями, які проникли в його армію як дезертири за наказом Гасана-паші, османського бейлербея Алжиру і сина Хайр ад-Діна Барбаросси. У березні 1558 року алжирські османи на чолі з Гасан-пашею вторглися на територію Марокко, яким на той момент керував Абдаллах аль-Галіб, син загиблого султана і рушили до Феса. Однак після битви при Ваді-ель-Лабані їм довелося терміново відійти і повернутись до Алжиру, дізнавшись про наміри графа Алькаудете знову напасти на Мостаганем.

### Османсько-іспанське протистояння в Північній Африці
Експедиція 1558 року з метою захопити османський Мостаганем відбулася за серією османських успіхів у їх протистоянні з іспанцями в Північній Африці і Середземному морі, таких, як завоювання османами Триполі в 1551 році, евакуації іспанців з Махдії в 1553 році та захопленні османами Беджаї в 1555 році. Однак спроба османів взяти в облогу іспанський Оран в 1556 році закінчилась безрезультатно.

## Підготовка до експедиції
У 1557 році граф Алькаудете вирушив до Іспанії, щоб отримати дозвіл на нову експедицію в Мостаганем, залишивши свого сина Мартіна де Кордова відповідальним за управління Ораном. На початку 1558 року Хуан Австрійський, що очолював Іспанію за відсутності свого брата Філіпа II, надав дозвіл Мартіну Алонсо набрати 8000 чоловік у лютому того ж року. Згодом було завербовано більшу кількість чоловіків — від 10 000 до 12 000 чоловік. Перевезення військ в Оран здійснювалося з портів Малага і Картахена, першою групою командував Мартін де Кордова, а другою — його батько, граф Алькаудет. Перебуваючи в Картахені, граф отримав звістку про те, що марокканський султан не зможе взяти участі у нападі на Мостагенем. Попри це, Алькаудете вирішив продовжити експедицію, сподіваючись отримати підтримку місцевих племен королівства Тлемсен або провінції Оран, яка в кінцевому підсумку так і не надійшла.
Граф Алькаудете покинув Картахену з близько 6 000 чоловік у супроводі полковників Франсіско де Бенавідеса і Фернандеса де Кордова і наказав своєму синові зробити те ж саме без особливих зволікань з Малаги, щоб обидві групи зустрілися в Орані. Першими прибули війська графа з Картахени, які на початку липня розташувалися на околицях Орана. Флот його сина з Малаги прибув лише 24 липня. Розгорнуті під Ораном війська почали страждати від нестачі продовольства і спроби графа Алькаудета отримати підтримку від тубільних племен не увінчалися успіхом, оскільки вони вважали, що іспанських військ недостатньо для такого походу.
У середині серпня 1558 року Мартін Алонсо мобілізував всю свою армію, щоб вирушити в Мостаганем. Граф відклав атаку на кілька тижнів, всупереч рекомендаціям свого сина, який виступав за те, щоб атакувати раніше і не дати військам супротивника можливості підготуватись до нападу. Полковник Бенавідес був проти кампанії, головним чином через труднощі з переміщенням боєприпасів і провізії, хоча врешті було вирішено перевезти їх морем до Мазаграна і там приєднатися до сухопутних військ. Сухопутні війська прибули до Мазаграна 23 серпня, де вони легко перемогли загін з приблизно 500 або 600 османів, які захищали місце. Однак два кораблі, які перевозили провіант, змушені були повернутися в Оран через зустрічний вітер, а десять бригантин, відповідальних за захист кораблів, були захоплені поблизу Мазаграна османсько-берберським флотом, який повертався з пограбування узбережжя Андалузії.

## Битва
Попри нестачу їжі, граф вирішив 24 серпня вирушити до Мостаганема, переконаний, що місто захищає османська залога, що не перевищує 3 000 чоловік. Наприкінці дня іспанські війська розбили табір на пагорбі поблизу Мостаганема. Наступного ранку вони підготували артилерію і розпочали обстріл міських стін. Проте через брак боєприпасів довелося припинити обстріл, що дозволило обложеним усунути пошкодження. З Алжиру прибули османські кораблі і з моря відкрили вогонь по іспанському табору. Того ж ранку після п'ятдневного маршу прибув і бейлербей османського еялету Алжир Гасан-паша на чолі алжирських військ. Згідно повідомлень, донесених графу Алькаудете, зібрані ворогом сили складали 3 000 чоловік, які перебували в Мостаганемі, близько 10 000 чоловіків, яких привів Гасан-паша суходолом і 1 000 на кораблях, а король Тлемсена мав привезти близько 1 000 стрільців і велику кількість кавалерії. Велика кількість людей, яку несподівано зібрав ворог у поєднанні з нестачею продовольства та боєприпасів змусили графа вирішити потайно відвести свої війська в ніч на 25 серпня.
Після кількох годин переправи іспанські війська прибули до Мазаграна. Однак Гасан-паша був попереджений про плани іспанського відступу і мобілізував свою армію для переслідування іспанців. Вранці 26 серпня османські війська напали на іспанську армію, яка кинулась шукати захисту за мурами міста Мазагран. Відхід іспанців відбувся настільки безладно, що було багато втрат як від турецького нападу, так і від давки серед самих іспанських військ. Одним із загиблих був сам граф Алькаудете, якого, ймовірно, задавили під час безладної втечі. Це залишило армію в руках його сина Мартіна де Кордови, який після поховання свого батька зумів протистояти османському наступу в стінах Мазаграна. Тоді два іспанські капітани за спиною свого генерала вирішили розпочати переговори з посланниками Гасан-паші. Вони погодилися капітулювати і здати місто в обмін на порятунок життя. У ніч на 26 серпня османи увійшли в Мазагран, не зустрівши опору, оскільки солдати зрозуміли, що переговори велися з відома генерала. Після арешту Мартін де Кордова виявив зраду власних капітанів. Гасан-паша вирішив врятувати життя полонених іспанців, хоча й ув'язнив їх для подальшого продажу в рабство.
В підсумку, під Мостагенемом і Мазаграном було знищено майже увесь іспанський експедиційний корпус — близько 6 000 іспанських солдатів загинуло і приблизно стількі ж потрапило в полон. Граф Алькаудет, губернатор Орана, загинув в експедиції. Його син Мартін де Кордова, сам майбутній губернатор Орана, також був захоплений в полон і утримувався Гасан-пашою в Алжирі доки його не обміняли на величезний викуп у 23 000 ескудо.

## Наслідки
Зі смертю графа Алькаудете та ув'язнення його сина Мартіна, Оран залишився під контролем його старшого сина Альфонсо де Кордова. Гасан-паша вирішив повернути йому тіло батька в обмін на викуп у 2 000 дукатів. Мартін де Кордова був нарешті звільнений у 1561 році після того, як його брат заплатив викуп у розмірі 23 000 ескудо.
Невдача Мостаганемської експедиції поставила крапку в спробах створити союз між Іспанією та Марокко проти їх спільного ворога — Османської імперії.
Протистояння Гасан-паші і родини Кордова мало продовження. Брати Альфонсо де Кордова, на той момент граф Алькаудете і Мартін де Кордова на чолі іспанських гарнізонів спільно успішно відбили напад на Оран і Мерс-ель-Кебір великої армії османського Алжиру на чолі з Гасан-пашею в 1563 році.  